# Championnat d'Afrique des nations féminin de handball 1976
Navigation
Tunisie 1974 RP Congo 1979
La 2e édition du Championnat d'Afrique des nations féminin de handball a eu lieu à la Salle Harcha Hassen à Alger (Algérie) du 10 au 18 avril 1976. Le tournoi réunit les meilleures équipes féminines de handball en Afrique et est joué en même temps que le tournoi masculin.
La Tunisie remporte son second titre dans la compétition en s'imposant 10 à 5 en finale face à la République populaire du Congo.

## Phase de groupes
Les 7 équipes qualifiées sont être réparties en deux poules. 
Les deux premiers de chaque poule se retrouvent en finale, les deux second dans le match pour la troisième place et les deux troisièmes dans le match pour la cinquième place.

### Poule A
|   | Équipe        | Pts | J | G | N | P | Bp | Bc | Diff |
| - | ------------- | --- | - | - | - | - | -- | -- | ---- |
| 1 | Tunisie       | 6   | 3 | 3 | 0 | 0 | 38 | 13 | 25   |
| 2 | Algérie       | 4   | 3 | 2 | 0 | 1 | 31 | 25 | 6    |
| 3 | Nigeria       | 2   | 3 | 1 | 0 | 2 | 27 | 50 | -23  |
| 4 | Côte d'Ivoire | 0   | 3 | 0 | 0 | 3 | 25 | 33 | -8   |

La Tunisie est qualifiée pour la finale.
| Date et heure        | Équipe 1 | Score   | Équipe 2      | Réf.  |
| -------------------- | -------- | ------- | ------------- | ----- |
| 10 avril 1976, ..h.. | Algérie  | 19 – 11 | Nigeria       | [ 2 ] |
| 11 avril 1976, ..h.. | Tunisie  | 10 – 08 | Côte d'Ivoire | ,     |
| 13 avril 1976, ..h.. | Tunisie  | 20 – 04 | Nigeria       | [ 2 ] |
| avril 1976, ..h..    | Algérie  | 11 – 06 | Côte d'Ivoire | [ 1 ] |
| avril 1976, ..h..    | Tunisie  | 08 – 01 | Algérie       | [ 1 ] |
| 15 avril 1976, ..h.. | Nigeria  | 12 – 11 | Côte d'Ivoire | [ 2 ] |

### Poule B
|   | Équipe   | Pts | J | G | N | P | Bp | Bc | Diff |
| - | -------- | --- | - | - | - | - | -- | -- | ---- |
| 1 | RP Congo | 4   | 2 | 2 | 0 | 0 | 42 | 27 | 15   |
| 2 | Ouganda  | 2   | 2 | 1 | 0 | 1 | 27 | 30 | -3   |
| 3 | Sénégal  | 0   | 2 | 0 | 0 | 2 | 17 | 29 | -12  |

La RP Congo est qualifiée pour la finale.
| Date et heure        | Équipe 1 | Score   | Équipe 2 | Réf.  |
| -------------------- | -------- | ------- | -------- | ----- |
| 11 avril 1976, ..h.. | Ouganda  | 13 – 04 | Sénégal  | [ 2 ] |
| 13 avril 1976, ..h.. | RP Congo | 16 – 13 | Sénégal  | [ 2 ] |
| 15 avril 1976, ..h.. | RP Congo | 26 – 14 | Ouganda  | [ 2 ] |

## Phase finale
| Match                  | Date et heure     | Équipe 1 | Score   | Équipe 2 | Réf.  |
| ---------------------- | ----------------- | -------- | ------- | -------- | ----- |
| Finale                 | avril 1976, ..h.. | Tunisie  | 10 – 05 | RP Congo | [ 1 ] |
| Match pour la 3e place | avril 1976, ..h.. | Algérie  | 10 – 08 | Ouganda  | [ 1 ] |
| Match pour la 5e place | avril 1976, ..h.. | Sénégal  | 14 – 10 | Nigeria  | [ 1 ] |

## Classement final
Le classement final est :
| Rang                        | Nation        |
| --------------------------- | ------------- |
| Médaille d'or, Afrique      | Tunisie       |
| Médaille d'argent, Afrique  | RP Congo      |
| Médaille de bronze, Afrique | Algérie       |
| 4                           | Ouganda       |
| 5                           | Sénégal       |
| 6                           | Nigeria       |
| 7                           | Côte d'Ivoire |

L'effectif de l'équipe nationale algérienne était : Habili (GB), Belabed, Zhor Guidouche , F. Meghmoul, Belahcéne, M'Chara, Boukheroucha, Zidani, Daoudi, Kaddour, Chikh, Belhouari, Toumi, Sahed, Cherifi. Entraineur : Helwig.